# Плейно (Іллінойс)
Плейно (англ. Plano) — місто (англ. city) в США, в окрузі Кендалл штату Іллінойс. Населення — 11 847 осіб (2020).

## Географія
Плейно розташоване за координатами 41°40′7″ пн. ш. 88°31′30″ зх. д. / 41.66861° пн. ш. 88.52500° зх. д. (41.668693, -88.525039).  За даними Бюро перепису населення США в 2010 році місто мало площу 19,43 км², з яких 19,32 км² — суходіл та 0,11 км² — водойми. В 2017 році площа становила 23,36 км², з яких 23,25 км² — суходіл та 0,11 км² — водойми.

## Демографія
Згідно з переписом 2010 року, у місті мешкало 10 856 осіб у 3549 домогосподарствах у складі 2656 родин. Густота населення становила 559 осіб/км².  Було 3886 помешкань (200/км²).
Расовий склад населення:
| - 74,6 % — білих - 7,3 % — чорних або афроамериканців - 1,8 % — азіатів - 0,3 % — корінних американців - 0,1 % — вихідців з тихоокеанських островів - 13,0 % — осіб інших рас |

До двох чи більше рас належало 3,0 %. Частка іспаномовних становила 31,2 % від усіх жителів.
За віковим діапазоном населення розподілялося таким чином: 32,8 % — особи молодші 18 років, 60,9 % — особи у віці 18—64 років, 6,3 % — особи у віці 65 років та старші. Медіана віку мешканця становила 29,8 року. На 100 осіб жіночої статі у місті припадало 98,7 чоловіків;  на 100 жінок у віці від 18 років та старших — 95,8 чоловіків також старших 18 років.
Середній дохід на одне домашнє господарство  становив 64 643 долари США (медіана — 53 338), а середній дохід на одну сім'ю — 72 658 доларів (медіана — 64 013). За межею бідності перебувало 14,0 % осіб, у тому числі 23,0 % дітей у віці до 18 років та 12,1 % осіб у віці 65 років та старших.
Цивільне працевлаштоване населення становило 6110 осіб. Основні галузі зайнятості: освіта, охорона здоров'я та соціальна допомога — 22,0 %, виробництво — 20,1 %, роздрібна торгівля — 15,6 %.